# صليباء مفلولة
صليباء مفلولة (الاسم العلمي: Sclerotinia sulcata) هو نوع من الفطريات يتبع جنس الصليباء من فصيلة الصليباوات.